# Lasiopogon quadrivittatus
Lasiopogon quadrivittatus är en tvåvingeart som beskrevs av Jones 1907. Lasiopogon quadrivittatus ingår i släktet Lasiopogon och familjen rovflugor. Inga underarter finns listade i Catalogue of Life.